# Congrès des Soviets
Le Congrès des Soviets de l'Union soviétique, créé en 1917, est officialisé par la constitution soviétique en 1923. Cette assemblée inspirée de la Convention de la Ire République française a été voulue toute-puissante par le constituant. Elle est convoquée une fois par an et doit ratifier les décisions adoptées par les dirigeants membres du Comité exécutif central à qui, en tant qu'assemblée souveraine, elle a délégué une partie de ses pouvoirs. Le Congrès se compose de représentants des soviets urbains et des représentants des soviets de gouvernement de chaque république socialiste soviétique.
Mais son rôle est rapidement détourné au profit du Parti communiste de l'Union soviétique (PCUS). En effet, il se trouvait que les chefs du Parti étaient également membres du Comité exécutif central, le Congrès des Soviets fut donc dévolu à la ratification des décisions prises par le Politburo et les résolutions des Congrès du PCUS.

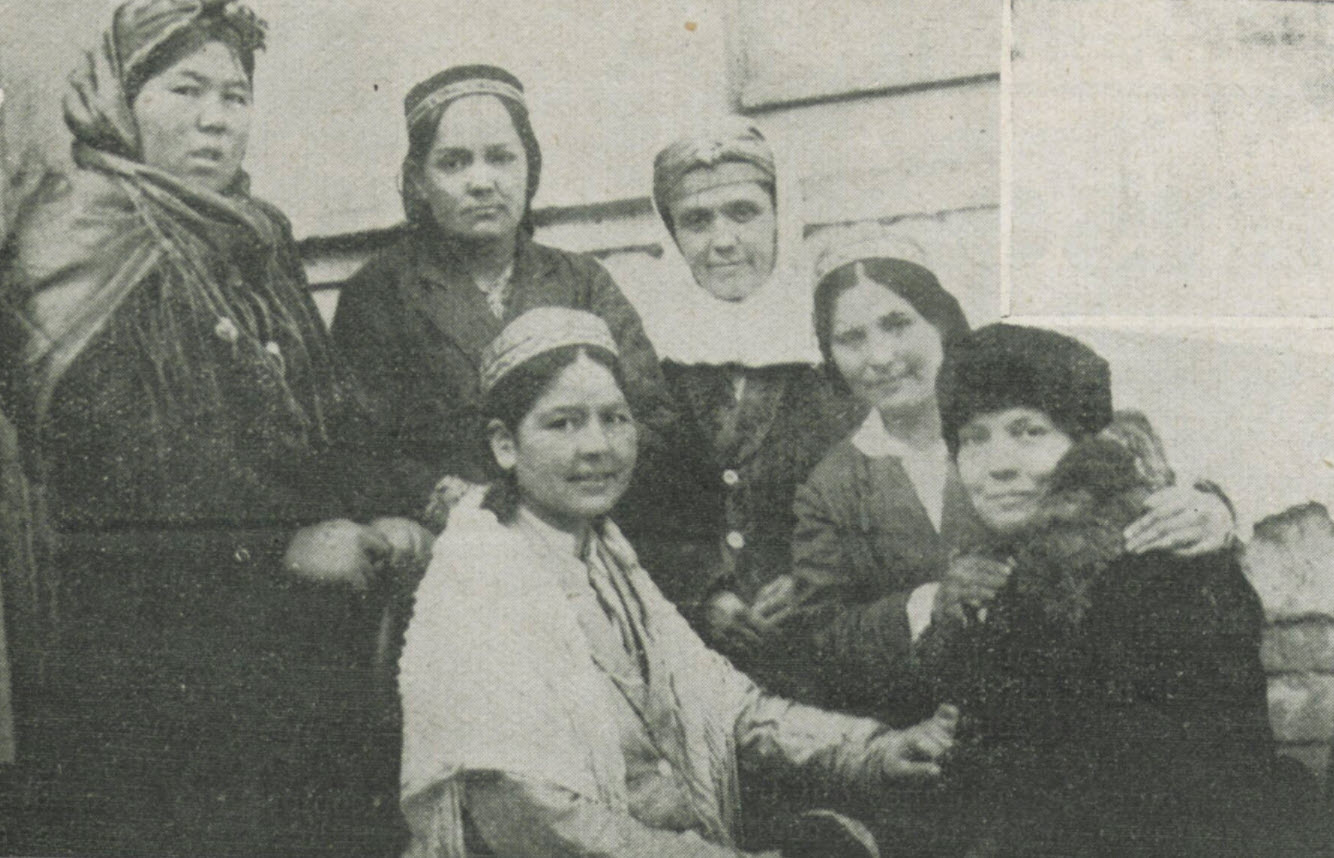
Léo Wanner entourée des déléguées ouzbeks au 5e congrès des Soviets en mai 1935.

La Constitution de 1923 est une première tentative de constitution fédérale au sein de la toute jeune Union soviétique. Elle fut remplacée par la Constitution soviétique de 1936.
Pendant la première partie de son existence, le Congrès était un organe démocratique. En Russie, il existait des centaines de soviets, des organes démocratiques de gouvernement local auxquels la population locale pouvait participer. Les soviets élisaient les délégués au Congrès qui, à son tour, détenait l'autorité nationale et prenait les décisions les plus importantes. Plusieurs partis politiques étaient représentés aux différentes sessions du Congrès, chacun luttant pour accroître son influence au sein des soviets. Cependant, à mesure que la guerre civile progressait, l'autorité des soviets était progressivement réduite, la montée du stalinisme cimentant effectivement cette situation et transformant résolument le Congrès en une chambre d'enregistrement. Le Congrès était composé de représentants des conseils municipaux (1 délégué pour 25 000 électeurs) et des congrès des conseils provinciaux (oblast) et des conseils des républiques autonomes (1 député pour 125 000 habitants).
La compétence exclusive du Congrès consistait en l'élection du Comité exécutif central panrusse, l'adoption de la Constitution de la RSF de Russie et de ses amendements, l'approbation des amendements proposés par le Comité exécutif central et l'approbation des constitutions des républiques autonomes. Sur les autres questions, le Congrès et le Comité exécutif central avaient la même autorité. Le Congrès a cessé d'exister à la fin de la réforme constitutionnelle de 1936-1937, lorsque l'élection indirecte des Soviets, d'abord au niveau de l'Union, puis au niveau des républiques, a été remplacée par des élections directes à tous les niveaux, le Soviet suprême étant l'organe législatif suprême.